# Diazotan izosorbidu
Diazotan izosorbidu (łac. Isosorbidi dinitras) – organiczny związek chemiczny z grupy estrów, pochodna izosorbidu zawierająca dwie grupy azotanowe. Stosowany jako lek silnie rozszerzający naczynia krwionośne. W organizmie jest metabolizowany do 2-monoazotanu izosorbidu i 5-monoazotanu izosorbidu.

## Mechanizm działania
Polega na uwalnianiu tlenku azotu i rozszerzaniu naczyń krwionośnych, głównie żylnych i tętniczych (w tym wieńcowych) oraz w mniejszym stopniu obwodowych naczyń przedwłosowatych. Powoduje to zmniejszenie obciążenia lewej komory serca, zwłaszcza wstępnego. Zmniejszeniu ulega rozmiar komór serca i napięcie mięśnia komór. W konsekwencji zmniejsza się zapotrzebowanie mięśnia sercowego na tlen oraz poprawia przepływ krwi i utlenowanie mięśnia.

## Wskazania
- doraźne przerwanie napadu dławicy piersiowej
- zapobieganie napadom i objawom dławicy piersiowej (także po zawale serca)
- leczenie skojarzone przewlekłej niewydolności serca
- dławica Prinzmetala
- nadciśnienie płucne
- w postaci dożylnej w ostrym epizodzie wieńcowym, zwłaszcza powikłanym ostrą niewydolnością lewokomorową
- dowieńcowo w celu uniknięcia skurczu tętnicy i umożliwienia właściwego rozprężania balonu podczas udrażniania tętnic wieńcowych

## Przeciwwskazania
Bezwzględne:
- nadwrażliwość na azotany
- świeży zawał serca z niskim ciśnieniem napełniania komór
- wstrząs kardiogenny

Względne:
- kardiomiopatia przerostowa z zawężeniem drogi odpływu
- hipotonia
- hipowolemia
- zaciskające zapalenie osierdzia
- tamponada serca
- zwężenie zastawki mitralnej
- zwężenie zastawki aortalnej
- podwyższone ciśnienie wewnątrzczaszkowe
- urazy czaszki
- krwotoki mózgowe

Ostrożnie:
- niedokrwistość
- podeszły wiek
- jaskra z zamykającym się kątem przesączania
- niewydolność nerek

## Działania niepożądane
- zaczerwienienie skóry twarzy
- zawroty i bóle głowy
- spadek ciśnienia tętniczego
- tachykardia
- nudności i wymioty
- bóle w nadbrzuszu
- osłabienie
- nadmierna potliwość
- osutka
- sporadycznie złuszczające zapalenie skóry

Ciężkie zatrucie:
- duszność
- sinica
- methemoglobinemia
- zaburzenia ze strony OUN

## Preparaty
- Aerosonit
- Cardiosorbid
- Cardonit
- Isoket
- Sorbonit